# 板房子乡
板房子乡是中国陕西省西安市周至县下辖的一个乡。

## 行政区划
板房子乡下辖以下行政区：
高潮村、长坪村、太平河村、清水河村、东石门村、庙沟村、红旗村、新红村、齐心村